# Meesterklasse 2005/06
In der Meesterklasse 2005/06 wurde die 83. niederländische Mannschaftsmeisterschaft im Schach ausgespielt. Niederländischer Mannschaftsmeister wurde U-Boat Worx/De Variant Breda, der seinen elften Titel in Folge gewann, nach der Saison aber seine Mannschaft zurückzog. Zum letzten Mal wurden in dieser Saison die ersten vier Plätze in einem Play-off ausgespielt.
Zu den gemeldeten Mannschaftskader siehe Mannschaftskader der Meesterklasse 2005/06.

## Modus
Die 10 teilnehmenden Mannschaften spielten in der Vorrunde ein einfaches Rundenturnier. Die beiden Letzten stiegen in die Klasse 1 ab, die ersten Vier qualifizierten sich für das Play-off. Das Play-off wurde im K.-o.-System ausgetragen, es wurden alle vier Plätze ausgespielt.

## Spieltermine
Die Wettkämpfe der Vorrunde wurden ausgetragen am 24. September, 15. Oktober, 5. und 26. November, 17. Dezember 2005, 4. Februar, 4. und 25. März und 23. April 2006. Die Play-off-Wettkämpfe fanden am 13. und 14. Mai 2006 in Enschede statt.

## Vorrunde
Schon vor der letzten Runde standen mit dem Titelverteidiger U-Boat Worx/De Variant Breda und der Hilversums Schaakgenootschap zwei Play-off-Teilnehmer fest. Um die beiden übrigen Plätze stritten noch Hotels.nl/Groningen, S.O. Rotterdam und die Leidsch Schaakgenootschap. Alle drei Vereine gewannen die Schlussrunde, und so behaupteten Groningen und Rotterdam den dritten und vierten Platz. Aus der Klasse 1 waren Homburg Apeldoorn und die Stukkenjagers Tilburg aufgestiegen. Während Apeldoorn den Klassenerhalt erreichte, musste Tilburg zusammen mit HWP Sas van Gent direkt wieder absteigen. Außerdem zog U-Boat Worx/De Variant Breda nach der Saison seine Mannschaft zurück, so dass zur kommenden Saison ausnahmsweise drei Mannschaften in die Meesterklasse aufstiegen.

### Abschlusstabelle
| Pl.  | Verein                           | Sp | G | U | V | MP   | Brett-P.  |
| ---- | -------------------------------- | -- | - | - | - | ---- | --------- |
| 01.  | Hilversums Schaakgenootschap     | 9  | 8 | 1 | 0 | 17:1 | 65,0:25,0 |
| 02.  | U-Boat Worx/De Variant Breda (M) | 9  | 6 | 2 | 1 | 14:4 | 55,5:34,5 |
| 03.  | Hotels.nl/Groningen              | 9  | 5 | 2 | 2 | 12:6 | 51,5:38,5 |
| 04.  | S.O. Rotterdam                   | 9  | 6 | 0 | 3 | 12:6 | 50,5:39,5 |
| 05.  | Leidsch Schaakgenootschap        | 9  | 5 | 1 | 3 | 11:7 | 45,5:44,5 |
| 06.  | Post jr/ESGOO                    | 9  | 4 | 0 | 5 | 8:10 | 41,5:48,5 |
| 07.  | HMC Calder                       | 9  | 3 | 0 | 6 | 6:12 | 41,0:49,0 |
| 08.  | Homburg Apeldoorn (N)            | 9  | 3 | 0 | 6 | 6:12 | 40,5:49,5 |
| 09.  | HWP Sas van Gent                 | 9  | 2 | 0 | 7 | 4:14 | 34,5:55,5 |
| 010. | Stukkenjagers Tilburg (N)        | 9  | 0 | 0 | 9 | 0:18 | 24,5:65,5 |

### Entscheidungen
|     | Teilnehmer am Play-off: Hilversums Schaakgenootschap, U-Boat Worx/De Variant Breda, Hotels.nl/Groningen, S.O. Rotterdam |
|     | Absteiger in die Klasse 1: U-Boat Worx/De Variant Breda (freiwilliger Rückzug), HWP Sas van Gent, Stukkenjagers Tilburg |
| (M) | Meister der letzten Saison                                                                                              |
| (N) | Aufsteiger der letzten Saison                                                                                           |

### Kreuztabelle
| Ergebnisse | Ergebnisse                   | 01. | 02. | 03. | 04. | 05. | 06. | 07. | 08. | 09. | 010. |
| ---------- | ---------------------------- | --- | --- | --- | --- | --- | --- | --- | --- | --- | ---- |
| 01.        | Hilversums Schaakgenootschap |     | 5   | 6   | 7½  | 8   | 8½  | 8   | 7½  | 6   | 8½   |
| 02.        | U-Boat Worx/De Variant Breda | 5   |     | 5   | 6   | 2½  | 7   | 6½  | 8   | 7½  | 8    |
| 03.        | Hotels.nl/Groningen          | 4   | 5   |     | 3½  | 5   | 6   | 6   | 6½  | 7½  | 8    |
| 04.        | S.O. Rotterdam               | 2½  | 4   | 6½  |     | 6   | 4   | 5½  | 7   | 7½  | 7½   |
| 05.        | Leidsch Schaakgenootschap    | 2   | 7½  | 5   | 4   |     | 5½  | 3½  | 6   | 6   | 6    |
| 06.        | Post jr/ESGOO                | 1½  | 3   | 4   | 6   | 4½  |     | 5½  | 6   | 4½  | 6½   |
| 07.        | HMC Calder                   | 2   | 3½  | 4   | 4½  | 6½  | 4½  |     | 2½  | 7   | 6½   |
| 08.        | Homburg Apeldoorn            | 2½  | 2   | 3½  | 3   | 4   | 4   | 7½  |     | 6   | 8    |
| 09.        | HWP Sas van Gent             | 4   | 2½  | 2½  | 2½  | 4   | 5½  | 3   | 4   |     | 6½   |
| 10.        | Stukkenjagers Tilburg        | 1½  | 2   | 2   | 2½  | 4   | 3½  | 3½  | 2   | 3½  |      |

## Play-off

### Übersicht
|  | Halbfinale                   | Halbfinale                   |                     |    | Finale | Finale |
|  |                              |                              |                     |    |        |        |
|  | S.O. Rotterdam               | 2                            |                     |    |        |        |
|  | Hilversums Schaakgenootschap | 8                            |                     |    |        |        |
|  |                              |                              |                     |    |        |        |
|  |                              |                              |                     |    |        |        |
|  | Hilversums Schaakgenootschap | 3½                           |                     |    |        |        |
|  |                              | U-Boat Worx/De Variant Breda | 6½                  |    |        |        |
|  |                              |                              |                     |    |        |        |
|  | 3. Platz                     |                              |                     |    |        |        |
|  |                              |                              | Hotels.nl/Groningen | 4½ |        |        |
|  | U-Boat Worx/De Variant Breda | 7                            | S.O. Rotterdam      | 5½ |        |        |
|  | Hotels.nl/Groningen          | 3                            |                     |    |        |        |

### Halbfinale
Im Halbfinale trafen in einem Wettkampf der Vorrunden-Dritte Groningen auf den Vorrunden-Zweite Breda und im anderen Wettkampf mit Hilversum und Rotterdam der Sieger und der Vierte der Vorrunde aufeinander. In beiden Wettkämpfen konnte sich die Mannschaften mit besserer Vorrundenplatzierung deutlich durchsetzen.
| S.O. Rotterdam      | Hilversum SG        | Ergebnis |
| ------------------- | ------------------- | -------- |
| Jeroen Bosch        | Loek van Wely       | 0:1      |
| Luc Winants         | Yasser Seirawan     | ½:½      |
| Dimitri Reinderman  | Erwin l’Ami         | ½:½      |
| Karel van der Weide | Daniël Stellwagen   | 0:1      |
| Maarten Solleveld   | Predrag Nikolić     | 1:0      |
| Bruno Carlier       | Jan Smeets          | 0:1      |
| Martin Martens      | Ljubomir Ljubojević | 0:1      |
| Peng Zhaoqin        | Friso Nijboer       | 0:1      |
| Cemil Gülbaş        | Ian Rogers          | 0:1      |
| Frenk van Harreveld | Dennis de Vreugt    | 0:1      |

| U-Boat Worx/De Variant Breda | Hotels.nl/Groningen     | Ergebnis |
| ---------------------------- | ----------------------- | -------- |
| Michael Adams                | Konstantin Landa        | ½:½      |
| Ivan Sokolov                 | David Baramidze         | ½:½      |
| Michail Gurewitsch           | Jan Werle               | 1:0      |
| Jan Timman                   | Yge Visser              | 0:1      |
| Erik van den Doel            | Harmen Jonkman          | 1:0      |
| Joël Lautier                 | Gert Ligterink          | 0:1      |
| Vladimir Chuchelov           | Tea Bosboom-Lanchava    | 1:0      |
| Sergej Movsesjan             | Hendrik Pieter Hoeksema | 1:0      |
| Michael Feygin               | Daan Brandenburg        | 1:0      |
| Iwan Tscheparinow            | Frits Rietman           | 1:0      |

### Finale und Spiel um Platz 3
Während Breda seinen Titel mit einem deutlichen 6½:3½ verteidigte, revanchierte sich Groningen im Spiel um den dritten Platz mit einem knappen 5½:4½ für die Vorrundenniederlage.
| Hilversum SG        | U-Boat Worx/De Variant Breda | Ergebnis |
| ------------------- | ---------------------------- | -------- |
| Yasser Seirawan     | Iwan Tscheparinow            | ½:½      |
| Loek van Wely       | Joël Lautier                 | 1:0      |
| Predrag Nikolić     | Michael Adams                | ½:½      |
| Jan Smeets          | Ivan Sokolov                 | 0:1      |
| Ljubomir Ljubojević | Michail Gurewitsch           | 0:1      |
| Friso Nijboer       | Jan Timman                   | ½:½      |
| Erwin l’Ami         | Erik van den Doel            | ½:½      |
| Daniël Stellwagen   | Vladimir Chuchelov           | ½:½      |
| Ian Rogers          | Laurent Fressinet            | 0:1      |
| Ruud Janssen        | Sergej Movsesjan             | 0:1      |

| Hotels.nl/Groningen     | S.O. Rotterdam      | Ergebnis |
| ----------------------- | ------------------- | -------- |
| Jan Werle               | Jeroen Bosch        | ½:½      |
| Yge Visser              | Frenk van Harreveld | 1:0      |
| Konstantin Landa        | Dimitri Reinderman  | ½:½      |
| David Baramidze         | Luc Winants         | ½:½      |
| Daan Brandenburg        | Maarten Solleveld   | ½:½      |
| Hendrik Pieter Hoeksema | Bruno Carlier       | ½:½      |
| Harmen Jonkman          | Martin Martens      | ½:½      |
| Gert Ligterink          | Peng Zhaoqin        | ½:½      |
| Tea Bosboom-Lanchava    | Cemil Gülbaş        | 0:1      |
| Dimitri van Leent       | Karel van der Weide | 0:1      |

### Entscheidungen
|  | Niederländischer Mannschaftsmeister: U-Boax Worx/De Variant Breda |

## Die Meistermannschaft
| 1.            | U-Boat Worx/De Variant Breda |
| Schachfiguren | Michael Adams, Ivan Sokolov, Joël Lautier, Michail Gurewitsch, Sergej Movsesjan, Laurent Fressinet, Jan Timman, Iwan Tscheparinow, Erik van den Doel, Vladimir Chuchelov, Rainer Buhmann, Fabian Döttling, Frans Cuijpers, Michael Feygin, Marinus Kuijf, Joost Hoogendoorn, Albert Blees, Robert Klomp, Victor de Bruin, Stefaan Deman, Sander Boogaard, Henk Verstappen. |